# Albin Dunajewski
Albin Dunajewski (Stanisławów, 1 de março de 1817 – Cracóvia, 18 de junho de 1894) foi um cardeal polonês da Igreja Católica, bispo de Cracóvia.

## Biografia
Era filho de Szymon Dunajewski e Antonina z Blazowskich e tinha dois irmãos, Edward e Julian, que foi ministro austríaco das Finanças (1880-1891). Estudou na Faculdade Teológica de Lviv, na Universidade de Cracóvia (direito civil, 1835-1839), no Seminário de Cracóvia e teologia no Collegio Romano.
Na Universidade de Cracóvia, trabalhou para a juventude universitária e foi co-criador do estatuto da União "Mloda Sarmacja", um grupo conspiracionista. Como membro do Partido Democrático, foi preso acusado de conspiração, em 8 de fevereiro de 1841 e após uma longa investigação, foi condenado à morte, mas o tribunal por decreto de 1 de janeiro de 1845 alterou a pena para oito anos de prisão e mais tarde para vigilância policial até terminar a sentença. Ele estava na prisão de Spielberg na Morávia, então parte da Áustria, agora na Chéquia.
Libertado por anistia em 1848, em 1849 trabalhou em Buczacz, Polônia, agora na Ucrânia, como tradutor da Comissão Distrital de Cracóvia. Mais tarde, exerceu a profissão de notário em Cracóvia, entre 1849 e 1850, e apresentou-se ao Tribunal da Cidade de Cracóvia. Em 1850, novamente sua casa foi revistada pela polícia e foi o motivo pelo qual ele teve que deixar seu emprego na administração da gráfica Czas, e foi trabalhar como secretário do conde Adam Józef Potocki em Krzeszowice. Após a morte sucessiva de suas duas noivas, uma por suicídio, a outra vítima de tifo, retomou seus estudos eclesiásticos no Seminário de Cracóvia.

## Vida religiosa
Foi ordenado padre em 28 de julho de 1861, na diocese de Cracóvia, por Ludwik Łętowski, bispo titular de Jope e administrador apostólico da diocese de Cracóvia. Foi confessor na Basílica de Santa Maria de Cracóvia, nos anos de 1861 e 1862. Com a eclosão da Revolta de Cracóvia, foge para a arquidiocese de Varsóvia, onde entre 10 de janeiro de 1863 e o final de fevereiro de 1864, foi professor de teologia moral e reitor de seu seminário em 1862; e cônego honorário de seu capítulo da catedral, entre 1862 e 1864. Na diocese de Cracóvia, sob vigilância policial, foi vigário das Irmãs Wizytki (Ordem da Visitação da Bem-Aventurada Virgem Maria); examinador prosinodal, em 1864; conselheiro na cúria episcopal; vigário paroquial de Rudawa; vigário paroquial em Piasek; administrador paroquial em Piasek; por três anos administrador paroquial de Santo Estêvão de Cracóvia e referendário de sua cúria. Foi nomeado Prelado doméstico de Sua Santidade em 1877.
Dunajewski foi eleito bispo de Cracóvia em 21 de abril de 1879, tendo seu nome confirmado em 15 de maio pelo Papa Leão XIII, sendo consagrado na Basílica de Santa Maria de Cracóvia em 18 de junho por Dom Luigi Jacobini, núncio apostólico na Áustria-Hungria, assistido por Anton Josef Gruscha, arcebispo de Viena, e por Jan Stupnicki, bispo de Przemyśl dos ucranianos.
Com grande zelo e sucesso reorganizou a diocese, que havia sido muito afetada pelos acontecimentos políticos das décadas anteriores. Por causa de suas boas relações com Leão XIII e com a ajuda de seu irmão e da nobreza polonesa, conseguiu expandir sua diocese e ser elevado ao posto de príncipe-bispo em 1889. Seu palácio era o centro do partido da nobreza conservadora polonesa.
Foi criado cardeal pelo Papa Leão XIII no Consistório de 23 de junho de 1890, recebendo o barrete vermelho e o título de cardeal-presbítero de Santos Vital, Valéria, Gervásio e Protásio em 4 de junho de 1891.
Ele era um patrono caridoso e um ativista social conhecido, além de um homem humilde, que, entre outras coisas, evitava o uso de uma carruagem como era costume em seu ofício naquela época. Foi ele quem ordenou padre Rafael Kalinowski, O.C.D., posteriormente canonizado pelo Papa João Paulo II em 17 de novembro de 1991.
Morreu em 18 de junho de 1894, em Cracóvia. Foi velado e sepultado na Catedral de Wawel.